# ليونارد هاو
ليونارد هاو (بالإنجليزية: Leonard Howe)‏ هو منافس ألعاب قوى أمريكي، ولد في 10 ديسمبر 1886، وتوفي في 30 أغسطس 1955.

## وصلات خارجية
- ليونارد هاو على موقع أوليمبيديا (الإنجليزية)